# Inu ni Nattara Suki na Hito ni Hirowareta
Inu ni Nattara Suki na Hito ni Hirowareta (Nhật: 犬になったら好きな人に拾われた。 Hepburn: Inu ni Nattara Suki na Hito ni Hirowareta, "Sau khi biến thành chó, tôi được nhặt bởi người mình thích.") là một series web manga Nhật Bản được viết và minh họa bởi Itsutsuse. Bộ truyện được đăng dài kỳ trên trang web Magazine Pocket của nhà xuất bản Kodansha từ tháng 8 năm 2020 đến tháng 3 năm 2022, và trên tạp chí Shōnen Magazine R từ tháng 9 năm 2020. Vào tháng 3 năm 2022, truyện ngưng xuất bản trên Magazine Pocket và chuyển sang hai trang web Suiyōbi no Sirius và YanMaga Web để tiếp tục sáng tác. Bộ truyện cũng chuyển từ tạp chí Shōnen Magazine R sang Monthly Maga Kichi vào tháng 1 năm 2023 và kết thúc vào tháng 7 cùng năm.
Bản chuyển thể anime được Quad sản xuất và lên sóng từ tháng 1 năm 2023 đến tháng 3/2023.

## Nhân vật
Pochita (ポチ太)
Lồng tiếng bởi: Umeda Shūichirō
Một học sinh trung học đột nhiên phát hiện mình đã biến thành chó con Akita Inu. Cậu được tìm thấy bởi bạn cùng lớp Inukai Karen, người mà cậu thích thầm, và mang cậu về nhà làm thú cưng sống chung với mình. Mặc dù cậu ước rằng cậu trở lại thành người càng sớm càng tốt nhưng cậu cũng không thể cưỡng lại được sức quyến rũ khi được làm chó của Karen. Ở phần sau của bộ truyện, cậu đã có khả năng biến đổi qua lại giữa chó và người.
Inukai Karen (犬飼 加恋)
Lồng tiếng bởi: Aizawa Saya
Bạn cùng lớp của Pochita khi cậu ấy còn là con người. Cô bắt gặp Pochita trên đường và mang nó về sống với cô. Mặc dù cô thường tỏ ra lạnh lùng và vô cảm, cô là một người yêu chó và thích skinship với Pochita.
Nekotani Mike (猫谷 ミケ)
Lồng tiếng bởi: Sagara Mayu
Bạn thuở nhỏ của Karen và hàng xóm của Pochita. Cô không thích chó và sợ Pochita.
Tsukishiro Usagi (月城 うさぎ)
Lồng tiếng bởi: Kozakai Yurie
Một cô gái theo học cùng trường với Pochita. Cô thích trêu chọc cậu khi cậu còn là con người và cô bí mật có cảm tình với anh.

## Truyền thông

### Manga
Bộ truyện được viết và minh họa bởi Itsutsuse, Inu ni Nattara Suki na Hito ni Hirowareta được bắt đầu đăng tải trên website Magazine Pocket của nhà xuất bản Kodansha từ ngày 2 tháng 8 năm 2020. Đồng thời truyện cũng được phát hành trên tạp chí Shounen R vào 20 tháng 9 năm 2020. Bộ truyện sau đó ngừng phát hành trên Magazine Pocket vào ngày 17 tháng 3 năm 2022 và được chuyển sang hai trang web Suiyōbi no Sirius và YanMaga Web. Truyện vẫn được đăng tải trên tạp chí Shounen R. Kodansha cũng đã tập hợp các chương truyện thành các tập tankōbon. Chín tập đã được phát hành từ ngày 9 tháng 11 năm 2020 tới ngày 14 tháng 7 năm 2023; chuơng cuối cùng của series được xuất bản trực tuyến vào ngày 18 tháng 7 sau khi phát hành tập thứ chín.

#### Danh sách truyện
| # | Ngày phát hành       | ISBN              |
| - | -------------------- | ----------------- |
| 1 | 9 tháng 11 năm 2020  | 978-4-06-521493-0 |
| 2 | 9 tháng 3 năm 2021   | 978-4-06-522734-3 |
| 3 | 8 tháng 7 năm 2021   | 978-4-06-524164-6 |
| 4 | 17 tháng 11 năm 2021 | 978-4-06-525904-7 |
| 5 | 17 tháng 3 năm 2022  | 978-4-06-527304-3 |
| 6 | 17 tháng 8 năm 2022  | 978-4-06-528878-8 |
| 7 | 16 tháng 11 năm 2022 | 978-4-06-529976-0 |
| 8 | 9 tháng 3 năm 2023   | 978-4-06-530744-1 |
| 9 | 14 tháng 7 năm 2023  | 978-4-06-531913-0 |

### Anime
Vào tháng 3 năm 2022, thông tin về bộ truyện chuyển thể thành anime đã được xác nhận. Anime sẽ được sản xuất bởi Quad và đạo diễn bởi Andō Takashi, với Saito Hisashi là đạo diễn hình ảnh, Morita Kazuaki thiết kế nhân vật và là đạo diễn diễn họa chính, Kikuchi Tatsuya soạn nhạc. Bộ anime được phát sóng vào ngày 7 tháng 1 năm 2023 trên kênh Tokyo MX và BS11. Bài hát mở đầu có tên là "Gyakyū☆Fuwaku☆Fraction" (逆境☆不惑☆フラクション), bài hát kết thúc là "Let's Go My House!!!" (レッツゴー・マイ・ハウス!!!) trình bày bởi Aizawa Saya, Sagara Mayu và Kozakai Yurie.
Tại khuôn khổ sự kiện Anime NYC 2022, Sentai Filmworks thông báo rằng họ đã cấp phép cho anime và sẽ phát trực tiếp trên Hidive. Tại Đông Nam Á, bộ anime được Medialink mua bản quyền và phát sóng trên Bilibili và kênh YouTube Ani-One (theo phương thức hội viên trả phí).

#### Danh sách tập phim
| TT.        | Tiêu đề                                                                                | Đạo diễn                       | Phân cảnh         | Ngày phát hành gốc  |
| ---------- | -------------------------------------------------------------------------------------- | ------------------------------ | ----------------- | ------------------- |
| 1          | "Bắt tay." Chuyển ngữ: "Ote." (tiếng Nhật: お手。)                                     | Andō Takashi                   | Andō Takashi      | 7 tháng 1 năm 2023  |
| 2          | "Đi tản bộ." Chuyển ngữ: "Osanpo." (tiếng Nhật: おさんぽ。)                            | Andō Takashi                   | Yoshida Hidetoshi | 14 tháng 1 năm 2023 |
| 3          | "Con mèo nhát gan." Chuyển ngữ: "Kowagaru Neko." (tiếng Nhật: こわがるネコ。)          | Kimura Yoshitsugu              | Yoshida Hidetoshi | 21 tháng 1 năm 2023 |
| 4          | "Cảm xúc của chó" Chuyển ngữ: "Inu no Kimochi." (tiếng Nhật: 犬のきもち。)             | Kimura Yoshitsugu              | Yoshida Hidetoshi | 28 tháng 1 năm 2023 |
| 5          | "Trốn thoát." Chuyển ngữ: "Dasshutsu." (tiếng Nhật: 脱出。)                            | Iwadare Mizuki                 | B Royden          | 4 tháng 2 năm 2023  |
| 6          | "Con thỏ cô đơn." Chuyển ngữ: "Sabishii Usagi." (tiếng Nhật: さびしいうさぎ。)         | Iwadare Mizuki                 | B Royden          | 11 tháng 2 năm 2023 |
| 7          | "Quyết đấu trò về nhà." Chuyển ngữ: "Hausu Taiketsu." (tiếng Nhật: ハウス対決。)       | Morita Yūki                    | Saitō Hisashi     | 18 tháng 2 năm 2023 |
| 8          | "Đột nhập trường học." Chuyển ngữ: "Gakuen Sennyū." (tiếng Nhật: 学園潜入。)           | Morita Yūki                    | Saitō Hisashi     | 25 tháng 2 năm 2023 |
| 9          | "Cún con náo loạn." Chuyển ngữ: "Wan-chan Panikku." (tiếng Nhật: ワンちゃんパニック。) | Kimura Yoshitsugu Andō Takashi | Yoshida Hidetoshi | 4 tháng 3 năm 2023  |
| 10         | "Pochita." Chuyển ngữ: "Pochita." (tiếng Nhật: ポチ太。)                               | Kimura Yoshitsugu Andō Takashi | Yoshida Hidetoshi | 11 tháng 3 năm 2023 |
| 11         | "Dịch vụ chó tắm." Chuyển ngữ: "Inuyu." (tiếng Nhật: いぬゆ。)                         | Andō Takashi                   | Yoshida Hidetoshi | 18 tháng 3 năm 2023 |
| 12         | "Nụ hôn đầu." Chuyển ngữ: "Hajimete no Kisu." (tiếng Nhật: はじめてのキス。)           | Andō Takashi                   | Andō Takashi      | 25 tháng 3 năm 2023 |
| 13 (OVA 1) | Chuyển ngữ: "Doggupūru" (tiếng Nhật: ドッグプール。)                                   | TBA                            | TBA               | 29 tháng 3 năm 2023 |
| 14 (OVA 2) | Chuyển ngữ: "Gakuensai Dēto" (tiếng Nhật: 学園祭デート。)                              | TBA                            | TBA               | 26 tháng 4 năm 2023 |